# La Duquesa de Alba y la Beata
El retrato de La Duquesa de Alba asustando a la beata, también llamado La Duquesa de Alba con su dueña o La Duquesa de Alba y la "beata" es un cuadro de Francisco de Goya que perteneció a una colección particular y fue adquirido por el Museo del Prado. Tiene una inscripción en el ángulo inferior derecho que dice: "Goya año 1795". 

## El cuadro
Representa a la Duquesa, María del Pilar Teresa Cayetana de Silva y Álvarez de Toledo, asustando con un dije de coral, tradicional amuleto contra el mal de ojo, a Rafaela Luisa Velázquez, una de sus sirvientas, conocida como la Beata por su extremada devoción. Llama la atención en el cuadro, además del curioso gesto de la anciana blandiendo una cruz, el hecho de que la Duquesa aparezca con la cabeza girada respecto al espectador del cuadro, de manera que oculta su rostro.
La XIII Duquesa de Alba estaba casada desde el 15 de enero de 1775 con José Álvarez de Toledo y Gonzaga, el hijo primogénito de los Marqueses de Villafranca, al que Goya retratara ese mismo año de 1795 al igual que a ella vestida de blanco.
Es destacable en el cuadro, además del inusual tema desenfadado e íntimo, el avance de la técnica goyesca, mucho más suelta y libre que en otras obras de carácter oficial o representativo. Es llamativa también la escasa referencia espacial, remarcando la presencia de las figuras sobre un fondo apenas sugerido. La obra hace pareja con otra en que aparece la misma sirvienta anciana embromada con los niños María de la Luz, negrita ahijada de la duquesa, y Luis de Berganza, hijo del mayordomo.